# 孔炯軫
孔炯軫（韓語：공형진，1969年4月10日—），韓國男演員。1991年SBS第1期公開徵選演員。
其好友安在旭表示，孔炯軫與妻子姜京希恩愛。姜京希的妹妹，是樂隊COOL成員金成洙的前妻；她在2012年遭酗酒鬧事者殺害後，孔炯軫趕往她所在醫院協助善後。同年10月19日在首爾漢南洞順天鄉大學醫院舉行葬禮，金成洙和女兒、孔炯軫家屬以及樂隊成員等人出席。
2015年7月間遭爆債務纏身，前於2009年及2013年，以自己名房產作為抵押，分兩次從銀行貸款6億7,200萬韓圜，後又於2014年以同一棟房產作為抵押，向吳某借款2億韓圜，但又有另一家銀行向法院主張對該棟住宅有拍賣的優先受償權，即孔炯軫將住宅同時抵押俾兩間銀行及吳某。當時經紀公司SM C&C表示孔炯軫目前的確有困難，不過有信心償還債務，亦會加倍努力工作。

## 家庭
根據2009年《孔子世家谱》，孔炯軫是孔子第78代孫，出自高麗派漁村戶長支。1996年韓國《曲阜孔氏世譜》以「孔軫泳」之名記載，將「炯軫」視為他的表字。
- 祖父：孔聖學（공성학，1894年10月10日－1917年11月18日），又名孔在聖，孔子第76代孫，孔在根第三子。無親生子女，以姪兒孔甲俊（長兄孔聖述第三子）為養子。
- 祖母：權業菲（권업비，1901年1月10日－1944年10月2日），本貫安东权氏。
  - 父親：孔甲俊（공갑준），生於1935年6月20日，本名孔甲錫；朝鮮大學士證券會（조선대학사증권회）社長，育有一女二子。
  - 母親：洪完玉（홍완옥），生於1935年1月1日，洪奉得的女兒，本貫南陽洪氏。
    - 妻子：姜京希（강경희），1997年結婚[4]；本貫晉州姜氏，育有一子。
      - 兒子：孔準杓（공준표），生於1997年11月28日。

    - 姐姐：孔銀暎（공은영），生於1964年4月2日；丈夫梁栢，本貫南原梁氏。
    - 弟弟：孔炯喆（공형철），生於1972年8月1日；夫人曹俞辰，本貫昌寧曹氏。

## 演出作品

### 電視劇
- 2000年：OCN《Goodbye首爾新派》
- 2001年：MBC《戀人們》
- 2004年：SBS《不想獨自一人》
- 2006年：SBS《戀愛時代》飾演 孔俊彪
- 2007年：KBS《達子的春天》飾演 申世濤
- 2008年：SBS《我愛你》飾演 陶民浩
- 2008年：SBS《明星的戀人》飾演 張路易（客串）
- 2010年：KBS《推奴》飾演 業福
- 2010年：KBS《逃亡者Plan.B》飾演 張師傅
- 2011年：MBC《夥伴》飾演 捕盜部將
- 2012年：KBS《順藤而上的你》（客串）
- 2013年：SBS《我戀愛的一切》飾演 文奉植
- 2013年：tvN《籃球》飾演 孔允裴
- 2014年：SBS《天使之眼》飾演 奇雲燦
- 2014年：MBC《全都是泡菜》飾演 藝人（客串）
- 2014年：tvN《有理的愛情》
- 2015年：tvN《一起吃飯吧2》飾演 仁雅的丈夫
- 2015年: JTBC《LAST》飾演 車海震
- 2015年：SBS《我有愛人了》飾演 閔泰錫
- 2016年：KBS《Beautiful Mind》飾演 盧承燦

### 電影
- 1990年：《偶爾看天空》
- 1993年：《Goodbye首爾新派》
- 1998年：《偉大的遺產》
- 1999年：《Peppermint Candy》
- 1999年：《Grand Opening》
- 2000年：《禮物》
- 2001年：《白蘭》
- 2002年：《Blue》
- 2002年：《Over The Rainbow》
- 2002年：《Surprise》
- 2003年：《太極旗飄揚》
- 2003年：《東海門與白道山》
- 2003年：《南男北女》
- 2003年：《星》
- 2004年：《Liar》
- 2005年：《Quiz King》
- 2005年：《Marrying The Mafia II:Gamunui Wigi》
- 2006年：《Marrying The Mafia 3》
- 2006年：《Barefoot Gi Bong》
- 2007年：《五尾狐》（配音）
- 2008年：《Mr.Daehan，Mr.Mingook》
- 2009年：《不是很明白》
- 2009年：《早安總統》（客串）
- 2010年：《方子傳》
- 2011年：《Couples》
- 2016年：《古山子，大東輿地圖》
- 2017年：《羅馬假期》

## 外部連結
- NAVER （页面存档备份，存于）